# 小行星7804
小行星7804（7804 Boesgaard）是一颗绕太阳运转的小行星，为主小行星带小行星。该小行星于1960年9月24日发现。

## 轨道参数
小行星7804的轨道半长轴为2.4255766 UA，离心率为0.145。